# Edward Janiszewski
Edward Marek Janiszewski (ur. 7 lipca 1948 w Łagowie, zm. 2 lipca 2016 w Gorzowie Wielkopolskim) – polski inżynier, działacz oświatowy i samorządowy, urzędnik Ministerstwa Edukacji Narodowej, Honorowy Obywatel Miasta Pełczyce.

## Życiorys
Syn Jana i Anny. Był absolwentem Wydziału Budownictwa Lądowego i Przemysłowego oraz Wydziału Organizacji i Technologii Budownictwa Wyższej Szkoły Inżynierskiej im. Jurija Gagarina w Zielonej Górze. Pracował jako nauczyciel przedmiotów zawodowych w Zespole Szkół Budowlanych w Międzyrzeczu, a następnie wizytator szkolnictwa zawodowego i koordynator szkolnictwa ponadpodstawowego w Kuratorium Oświaty i Wychowania w Gorzowie. W latach 1990–1992 był wicekuratorem wojewódzkim zaś w latach 1992–1999 kuratorem wojewódzkim oświaty i wychowania w województwie gorzowskim. W latach 1999–2002 piastował funkcję dyrektora Departamentu Kształcenia i Wychowania w Ministerstwie Edukacji Narodowej. Po zakończeniu pracy ministerialnej piastował funkcję rektora Wyższej Informatycznej Szkoły Zawodowej w Gorzowie Wielkopolskim. Był również pracownikiem Państwowej Wyższej Szkoły Zawodowej w Gorzowie Wielkopolskim. W latach 1990–1994 piastował także z list PSL mandat radnego w Radzie Miejskiej Gorzowa. W 1998 otrzymał godność Honorowego Obywatela Miasta Pełczyce. Zmarł 2 lipca 2016 i został pochowany na cmentarzu komunalnym w Gorzowie.